# Laura Pollán

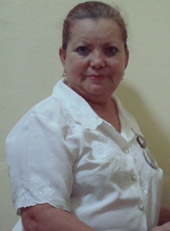
Laura Pollán

Laura Inés Pollán Toledo (13.2.1948 tại Manzanillo, Oriente – 14.10.2011 tại La Habana) là nhà lãnh đạo một phong trào đối lập nổi tiếng ở Cuba. Pollan đã lập ra nhóm Các bà mặc y phục trắng, gồm các bà vợ và nữ thân nhân của những tù nhân chính trị đi diễu hành phản đối cách hòa bình đòi chính phủ thả chồng và thân nhân của họ. Nhóm Các bà mặc y phục trắng thường bị chính phủ Cuba đàn áp cách thô bạo.

## Sự nghiệp
Pollan sinh ngày 13.2.1948 tại Manzanillo. Bà làm giáo viên môn văn học tại một trường trung học công lập, cho tới khi nghỉ hưu năm 2004. Năm 2003, chồng của bà - Héctor Maseda Gutiérrez – và 74 người Cuba khác, nay gọi là Nhóm 75, bị chính quyền Cuba bắt trong vụ mùa xuân đen, một cuộc bắt bớ thẳng tay các nhân vật đối lập bất đồng chính kiến. Nhóm 75 người này gồm các nhà báo, các nhà hoạt động nhân quyền, các nhà bình luận, bị chính phủ Cuba cáo buộc tội đã nhận tiền của những chính phủ ngoại quốc, trong đó có Hoa Kỳ, nhằm hoạt động lật đổ chính quyền Cuba.
Sau khi chồng bị bắt, Pollan đã tới gặp các bà vợ của những tù nhân bị bắt khác, lập ra nhóm Các bà mặc y phục trắng. Nhóm này tập họp vào ngày chủ nhật tại nhà thờ thánh Rita ở La Habana để cầu nguyện cho thân nhân của họ. Sau mỗi thánh lễ misa, họ bắt đầu đi diễu hành cách hòa bình từ nhà thờ qua các đường phố, yêu cầu chính quyền thả than nhân của họ. Nhóm Các bà mặc y phục trằng đã được Nghị viện châu Âu trao Giải thưởng Sakharov năm 2005.
Các phương tiện truyền thông do chính phủ Cuba kiểm soát đã nhiều lần tấn công Laura Pollan và mô tả bà như là một trong những kẻ thù nguy hiểm nhất của nhà nước Cuba. Những cuộc tấn công càng tăng lên, sau khi chồng của bà - một trong những thành viên cuối cùng của "Nhóm 75" được tạm phóng thích có điều kiện trong tháng 2 năm 2011 - mà không giống như phần lớn các tù nhân được phóng thích trước đây, đã không chấp nhận ra nước ngoài sống lưu vong. Pollan bị các phương tiện truyền thông của chính phủ tố cáo bà là tiếp xúc với các nhà ngoại giao Hoa Kỳ, nhận tài trợ của nước ngoài để tổ chức lật đổ chính phủ.

## Bệnh và từ trần
Ngày 7.10.2011, Laura Pollan được đưa vào Bệnh viện Calixto Garcia, La Habana vì bị bệnh cấp tính ở đường hô hấp. Trong những ngày sau đó, bà được chẩn đoán là bị thêm các bệnh tiểu đường và bệnh sốt xuất huyết Dengue. Pollan qua đời vì tim ngưng đập ngày 14.10.2011, thọ 63 tuổi. Tổng thống Barack Obama đã vinh danh bà gửi điện phân ưu tới thân quyến của bà.